# Martina Criscio
Martina Criscio, née le 24 janvier 1994 à Foggia, est une escrimeuse italienne. Elle pratique le sabre.

## Carrière
Criscio apparaît pour la première fois sur un podium international senior aux Jeux européens de 2015, par équipes, dans une compétition disputée en l'absence d'une grande partie des grands noms de l'escrime européenne. Tout comme ses trois coéquipières, Criscio fait partie d'une équipe d'Italie "B" qui ne dispute pas les grandes compétitions officielles de la coupe du monde et des championnats d'Europe et du monde.
Elle réalise une véritable percée pendant la coupe du monde 2016-2017, obtenant trois podiums internationaux aux étapes de coupe du monde de New York, Yangzhou et Séoul (trois médailles de bronze) et faisant son entrée dans le top 16 mondial, directement qualificatif pour le tableau final de ces grands événements. Éliminée dès les seizièmes de finale de l'épreuve individuelle des championnats d'Europe 2017 par sa compatriote Loreta Gulotta, elle s'impose avec cette dernière durant le par équipes et décroche la médaille d'or.
Elle remporte la médaille d'argent en sabre par équipes aux Jeux européens de 2023 à Cracovie, qui font office de Championnats d'Europe pour les épreuves par équipes.

## Palmarès
- Championnats du monde d'escrime
  -  Médaille d'or par équipes aux championnats du monde d'escrime 2017 à Leipzig

- Championnats d'Europe d'escrime
  -  Médaille d'or par équipes aux championnats d'Europe d'escrime 2017 à Tbilissi
  -  Médaille d’argent par équipes aux Jeux européens de 2023 (faisant office de Championnats d'Europe par équipes) à Cracovie

## Classement en fin de saison
| Année | 2012 | 2013 | 2014 | 2015 | 2016 | 2017 |
| ----- | ---- | ---- | ---- | ---- | ---- | ---- |
| Rang  | 289  | 259  | —    | 166  | 70   | 11   |